# 叶笃正
叶笃正（1916年2月21日—2013年10月16日），男，天津人，祖籍安徽安庆，中国大气物理学家，中国科学院院士。先后从事动力气象、高原气象、大气与地表面过程、海气关系、全球变化等专业的研究。

## 生平

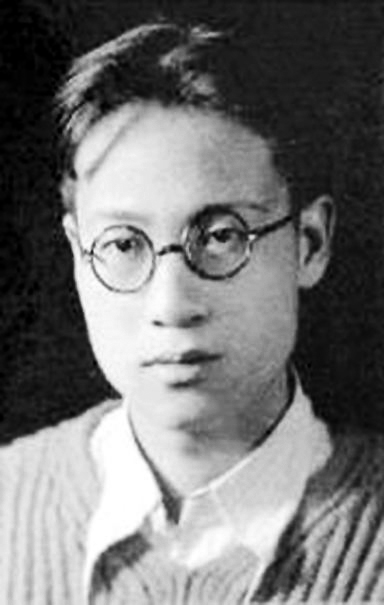
学生时代的叶笃正

### 早年生涯
1916年，叶笃正生于天津的聚福里。幼时少言而内向，从小在私塾念书。14岁时，叶笃正入南开中学学习。1931年九一八事变发生，15岁的叶笃正感触颇深。当时，南开中学紧邻天津日租界，日军士兵时常经过，到南开周边的靶场射击；海光寺是日本租借地的兵营，日军让中国人在此修筑炮台，然后将中国人杀害，尸首扔进海河，给叶笃正留下了难以磨灭的印象。南开中学给了叶笃正爱国的概念。
1935年，叶笃正自天津南开中学毕业，考入国立清华大学物理专业学习。在校期间，他参加了1935年的北平一二·九运动。在清华大学，他有了初恋，并同初恋女友离开了清华大学的校园，共同来到了抗日救亡的第一线。二人后来分手。当时叶笃正不知道原因。后来1950年代叶笃正从美国回到中国后才知道，初恋女友在分手当时已是中共地下党员，很可能是中共地下党员只能要么结婚，要么分手，女友当时也不能告诉叶笃正。
1939年，失恋的叶笃正回到了位于云南的西南联合大学（由北京大学、清华大学、南开大学合组而成）。在此，他结识了正在上大学四年级的钱三强，二人一起打乒乓球。在钱三强的建议下，叶笃正改变了原来学习物理学的初衷，决定学习气象学。
1940年，叶笃正自西南联合大学毕业，获国立清华大学理学学士学位。1941年至1943年，叶笃正就读浙江大学史地研究所研究生，1943年毕业获得理学硕士学位。

### 留学美国
1945年，赴美国芝加哥大学留学，导师为大气物理学家罗斯贝。很快，叶笃正成了以罗斯贝为代表的“芝加哥学派”的主要成员之一。1948年11月，获美国芝加哥大学哲学博士学位，博士论文《关于大气能量频散传播》被誉为动力气象学的代表作之一。1946年至1950年，他在芝加哥大学进行研究工作（Research Meteorologist）。
中华人民共和国成立后不久，1949年，在美国的叶笃正收到一封来自中国的信，写信者是他在浙江大学的老师、后来出任中央气象局第一任局长的涂长望，这封信坚定了叶笃正回国的念头。最终，他成功说服并感动了原本想挽留他的罗斯贝，罗斯贝帮助叶笃正回国。1950年8月27日，叶笃正和妻子冯慧登上了开往香港的客轮“威尔逊总统号”，最终于1950年10月回到中国。

### 回国与文革
最初，叶笃正在中国科学院地球物理研究所任研究员、室主任。后来成为中国科学院大气物理研究所研究员。
在中国科学院大气物理研究所任职期间，1966年文化大革命爆发，叶笃正遭受迫害，被指控为“特务”，从1966年4月份便被隔离在中国科学院大气物理研究所的一间小屋内，刘克武被指派为监督叶笃正改造的工作人员，其间对叶笃正多有照顾。后来叶笃正被放出来，此后又进了一次“特务学习班”。1968年10月，中国科学院大气物理研究所所长赵九章自杀身亡，叶笃正闻讯后抱着刘克武痛哭。刘克武回忆说：“因为他们鬥他们的话，实在是受不了。精神已经到了将近崩溃的这么一个边缘，非常难过的就大哭起来抱着我说我不想活了，说赵所长也死了，这国家也没前途了，我还活着有什么意思啊。”
叶笃正回忆道：
我们吃饭都是大家一起去，去了那个地方一个桌子上头就写着“牛鬼蛇神吃饭的地方”，这受不了。工作方面是我特别伤心的，一两年、两三年积累的资料放那一把火给烧了，我现在怎么也想不起来，我做了些什么，应该烧的是什么都不记得了，但是那个我最伤心了，我一两年的时间就完了。
叶笃正见不到重返工作岗位的希望，乃决定将自己的知识传授给只有高中学历的刘克武。他和刘克武后来成了最好的朋友。
1973年，一个美籍华人气象科学代表团来到中国，其中有叶笃正在美国时的老同学。中国方面出于接待需要，让叶笃正再次出现在大家面前。自此，叶笃正重新获得了工作的自由。

### 改革开放
1978年，叶笃正被任命为中国科学院大气物理研究所所长。几乎同时，叶笃正开始组织并领导中国全球气候变化研究，参与了全球变化科学组织（IGBP）的创立，并且贡献了不少科学思想，例如气候和植被过渡带的敏感性、全球变化中的大气化学的作用、“有序人类活动”适应全球变化等等。1984年，几名美国气象学家赴中国寻求叶笃正的支持，希望一起从事气候变化研究。此次合作的成果被叶笃正视为自己最大的成就。1985年，中国气候研究委员会成立，叶笃正出任主席。
文化大革命结束后，叶笃正申请加入中国共产党，并获得批准。1982年，叶笃正加入中国共产党。叶笃正在回忆时称：
我什么时候入党呢，是文化大革命以后。你想，在文化大革命以后，怎么能有入党的这个概念，因为当时文化大革命我是特务，当时那个乱的情况大家都知道，不可能你想的。但是我入了，为什么呢？有好多人都劝我入，其中什么人我都不说，因为这个涉及到别人的话我不好说。当时，有的人说他说你入，你入的话你可以当副院长，他就这么说的。我的好多人，所以我这个入党申请书不是我写的，我的儿媳妇给我写的，说就是我完全没有这个入党的这个心思，所以我在一定程度上，我骗了我自己，我也骗了这个党，你没有这个意思，在另外那些人看来你要入党可以做副院长，我确实做了副院长了。
1981年至1985年，叶笃正任中国科学院副院长，后来成为中国科学院特约顾问。
2011年9月4日，中华人民共和国国务院总理温家宝到北京医院看望了95岁的叶笃正，叶笃正就全球气侯变化谈了自己的看法，并向温家宝建议，应该好好总结南开老校长张伯苓的教育思想以及西南联合大学的教育思想。
2011年12月，记者马国川通过武汉大学教授刘绪贻联系到叶笃正，叶笃正接受了采访，回顾南开学校创始人张伯苓的教育思想。叶笃正说：“很多人来谈教育问题，我总说，你们要好好学习张伯苓。说句不好听的话，当年张伯苓的教育思想是在天上，我们现在的教育思想是在地下。”
2013年10月16日，叶笃正在北京病逝。

## 社会兼职
1979年至1987年任中国气象学会第18、19、20届理事会理事长，后来任第21届理事会名誉理事长。还曾任国际科联（ICSU）和世界气象组织（WMO）联合科学委员会（JSC）委员，国际大气物理和气象协会（IAMAS）执行委员会委员，国际大地测量和地球物理联合会（IUGG）执行委员会委员，国际地圈生物圈计划（IGBP）特别委员会委员，国家科委气象组副组长，中国IUGG主席和顾问，中国IGBP主席和名誉主席。

## 学术贡献
1940年代末，叶笃正创立了大气长波频散理论。1958年，他出版了《大气环流的若干基本问题》。1950年代至1970年代，叶笃正开创了青藏高原气象学研究，叶笃正的《青藏高原气象学》在1979年出版。1950年代，叶笃正原创性提出了气候突变概念，而且开展了气候突变问题研究。1963年，他和李麦村合作完成了《大气运动中的适应问题》。
1980年代，叶笃正和国际同行共同发起了国际全球变化研究，叶笃正也是中国全球变化研究领域的奠基人。

## 奖项和荣誉
1980年，当选中国科学院地学部院士。此外，1981年被聘为芬兰科学院外籍院士，1982年成为英国皇家气象学会荣誉会员（Honorary Membership），1990年成为美国气象学会荣誉会员。
曾获1987年度国家自然科学一等奖。1995年，获第一届何梁何利奖最高奖——科学与技术成就奖，以及陈嘉庚地球科学奖。此外，他还获得了2003年度世界气象组织最高奖――第48届IMO奖。2004年2月24日，世界气象组织秘书长雅罗在北京为叶笃正颁发该奖的典礼上评价叶笃正称，“一直以无尽的热情和善良帮助学生的叶教授，得到了他遍及世界各地的学子们的高度尊敬和感激。”其后，叶笃正获得了2005年度国家最高科学技术奖，2006年度感动中国十大人物。

## 家族
- 曾祖：叶坤厚，清朝河南南汝光道道员[9]
- 祖父：叶伯英，清朝陕西巡抚[10]
- 父：叶崇质，清朝直隶巡警道，后弃官从商。他娶了三房太太，育有15位子女（10子，5女）。叶笃正在兄弟中排行第七。[9][11]
- 大哥：叶笃仁（叶刚侯）
- 三哥：叶笃义
- 四哥：叶笃信
- 五哥：叶笃庄
- 六哥：叶笃廉（叶方），中国共产党党员。
- 八弟：空缺。当时二哥病重，家中将二哥改为八弟，希望由此可救其性命，但未成功。
- 九弟：叶笃成（方实，1917-），1948年任西柏坡新華社總編室骨幹，軍事組組長[12]。曾任《炎黄春秋》副社長[13]。女兒葉維丽，北京師大女附中1966届初中生，曾下鄉插隊，後赴美留學，波士頓大學任教[14]。
- 十二弟：叶笃慎（叶利中）。自幼学习相声，后赴重庆，后来改名叶利中，是相声界知名人士。
- 五妹：叶笃柔，曾入大学读书，后当教师。